# Ammer (Instrumentenbau)
Die Firma Ammer-Spezialwerkstätten für Historische Tasteninstrumente war eine deutsche Werkstätte für den Nachbau und die Wartung historischer Tasteninstrumente.

## Firmengeschichte
Die Spezialwerkstätten für Historische Tasteninstrumente wurden 1927 von den Brüdern Michael und Alois Ammer in Eisenberg (Thüringen) gegründet. Beide stammten aus dem bayerischen Landshut und waren nach Eisenberg gekommen, um in der Klavierfabrik ihres Onkels Josef Ammer zu arbeiten. Sie engagierten sich in der Jugend- und Wandervogelbewegung und kamen so zum Musizieren auf historischen Instrumenten.
In Zusammenarbeit mit dem Musikinstrumentenmuseum Leipzig bauten sie seit den frühen 1930er Jahren Serien- wie auch historische Cembali, Spinette und Clavichorde aller Art für den europäischen Markt. Die Firma überstand die Weltwirtschaftskrise der ausgehenden 1920er und der beginnenden 1930er Jahre, musste aber 1946 den Tod der beiden Firmengründer verkraften. Das Unternehmen wurde zunächst von den Witwen unter einem angestellten Geschäftsführer fortgeführt. 1951 übernahm Michael Ammers Frau Elisabeth die Geschäftsführung bis schließlich deren Tochter Renate Ammer in die Geschäftsführung eintrat. In dieser Zeit war die Ammer KG der einzige Hersteller von historischen Tasteninstrumenten im gesamten Ostblock.
1965 trat der Schreiner und Ingenieur für Holztechnologie Jürgen Ammer (1945–2017) ins Unternehmen und übernahm die Geschäftsführung. 1972 wurde die Firma Ammer, wie alle anderen privaten Unternehmungen in der Deutschen Demokratischen Republik verstaatlicht. Das Unternehmen wurde in das VEMöbelkombinat Eisenberg integriert. Renate und Jürgen Ammer gründeten 1974 eine neue Werkstatt für Historische Tasteninstrumente in Wiederitzsch bei Leipzig. Jürgen Ammer schied 1984 aus dieser neuen Firma aus, die 1988 aufgelöst wurde.
1988 siedelte Jürgen Ammer in die Bundesrepublik Deutschland über. Er eröffnete in der Nachfolge der ursprünglichen Spezialwerkstätten in Trendelburg im Weserbergland eine neue Werkstatt für historische Tasteninstrumente. 2001 wurde der Betrieb in ein neues Wohn- und Werkstattgebäude in Schauenburg-Breitenbach bei Kassel verlegt.
Im Juni 2017 wurde die Firma Jürgen Ammer Historische Tasteninstrumente wegen des Todes von Jürgen Ammer geschlossen.

## Bedeutung
Ammer war einer von mehreren deutschen Herstellern von Serien-Cembalos wie auch von historischen Nachbauten. 1927 in Eisenberg gegründet und damit in der späteren DDR ansässig, fand man Cembalos der Firma Ammer in ganz Osteuropa. Sie sind auf Supraphon-Aufnahmen von Zuzana Růžičková und Josef Hála sowie auf frühen Hungaroton-Aufnahmen von János Sebestyén in ihrem Klang dokumentiert. Die österreichische Cembalistin Isolde Ahlgrimm verwendete zwei frühe Ammer-Cembalos, eines aus der Produktion von 1937, das andere von 1941, um ihre Bach-Ausgabe für Philips einzuspielen.